# Mausdorf (Emskirchen)
Mausdorf ist ein Gemeindeteil des Marktes Emskirchen im Landkreis Neustadt an der Aisch-Bad Windsheim (Mittelfranken, Bayern). Die Gemarkung Mausdorf hat eine Fläche von 7,581 km². Sie ist in 889 Flurstücke aufgeteilt, die eine durchschnittliche Fläche von 8527,96 m² haben. In ihr liegen neben dem namensgebenden Ort die Gemeindeteile Grieshof, Leitsmühle und Oberniederndorf.

## Geografie
Westlich des Dorfes entspringt der Saugraben, ein rechter Zufluss des Griesbaches, der wiederum ein rechter Zufluss der Mittleren Aurach ist. Westlich des Ortes liegen die Steinleite und der Kohlberg, 0,5 km nordwestlich der Eichwald, 0,5 km nordöstlich die Klosterleiten, 1 km östlich die Lerchenäcker, 0,75 km südöstlich die Reut und das Reitholz.
Die Kreisstraße NEA 20 führt nach Pirkach (1,3 km südlich) bzw. nach Oberniederndorf zur Staatsstraße 2244 (1,6 km nördlich). Eine Gemeindeverbindungsstraße führt nach Grieshof (1,6 km nordwestlich), eine weitere führt nach Zweifelsheim (2,3 km östlich).

## Geschichte
Im Jahre 1235 wurde in einer burggräflichen Urkunde ein Albert von Musemardorf erwähnt. Dies ist zugleich die erste Erwähnung des Ortes und macht deutlich, dass es zu dieser Zeit einen Ortsadel gab. 1295 wurde der Ort „Mauselmansdorf“ genannt, 1438 „Maußmanstorf“. Laut einer Beschreibung aus dem Jahre 1502/06 unterstand „Mäusmersdorff“ zum Teil der Kommende Nürnberg des Deutschen Ordens, zum Teil dem Amt Neundorf der Reichsstadt Nürnberg. Außerdem gab es Untertanen des markgräflichen Amtes Emskirchen und des Klosteramtes Münchaurach.
Gegen Ende des 18. Jahrhunderts gab es in Mausdorf (auch Mausmannsdorf genannt) 16 Anwesen. Das Hochgericht übte das brandenburg-bayreuthische Fraischvogteiamt Emskirchen-Hagenbüchach aus. Die Dorf- und Gemeindeherrschaft hatte das Kasten- und Jurisdiktionsamt Emskirchen. Grundherren waren das Fürstentum Bayreuth (Kastenamt Neuhof: 5 Güter; Klosteramt Münchaurach: 1 Hof, 2 Halbhöfe, 1 Wirtshaus, 2 Güter, 2 Gütlein) und das Spitalamt Heilig Geist (1 Hof, 1 Halbhof, 1 Haus).
Von 1797 bis 1810 unterstand der Ort dem Justizamt Markt Erlbach und Kammeramt Emskirchen. Im Jahre 1810 kam Mausdorf an das Königreich Bayern. Im Rahmen des Gemeindeedikts wurde es dem 1811 gebildeten Steuerdistrikt Münchaurach zugeordnet. 1813 entstand die Ruralgemeinde Mausdorf, zu der Grieshof, Leitsmühle, Neundorf und Oberniederndorf gehörten. Mit dem Zweiten Gemeindeedikt (1818) schied Neundorf aus dem Gemeindeverband aus. Die Gemeinde Mausdorf war in Verwaltung und Gerichtsbarkeit dem Landgericht Markt Erlbach zugeordnet und in der Finanzverwaltung dem Rentamt Neustadt an der Aisch. Ab 1862 gehörte Mausdorf zum Bezirksamt Neustadt an der Aisch (1939 in Landkreis Neustadt an der Aisch umbenannt) und ab 1856 zum Rentamt Markt Erlbach (1919–1929: Finanzamt Markt Erlbach, 1929–1972: Finanzamt Neustadt an der Aisch, seit 1972: Finanzamt Uffenheim). Die Gerichtsbarkeit blieb beim Landgericht Markt Erlbach (1879 in das Amtsgericht Markt Erlbach umgewandelt), von 1959 bis 1972 war das Amtsgericht Fürth zuständig, seitdem ist es das Amtsgericht Neustadt an der Aisch. Die Gemeinde hatte 1964 eine Gebietsfläche von 7,553 km².
Am 1. Januar 1978 wurde Mausdorf im Zuge der Gebietsreform in Bayern nach Emskirchen eingemeindet.

### Ehemalige Baudenkmäler
- Haus Nr. 18: eingeschossiges Wohnstallhaus, 18. Jahrhundert, um 1900 mit Ziegel und Eckquader unterfangen; Fachwerkgiebel zu drei Dachgeschossen mit K-Streben; profiliertes Holztraufgesims[14]
- Haus Nr. 21: eingeschossiges Wohnstallhaus mit massivem Erdgeschoss, verputzter zweigeschossiger Fachwerkgiebel; im Sturz der Haustür „JCW/1775“; großer Steintrog vor dem Haus[14]
- Brücke über den Grünen Graben, sogenanntes Judenbrücklein am Kirchweg nach Hagenbüchach; einbogige Hausteinbrücke, am südlichen Bogenlauf bezeichnet „1798“[14]

### Einwohnerentwicklung
Gemeinde Mausdorf
| Jahr      | 1818   | 1840   | 1852   | 1855   | 1861   | 1867   | 1871   | 1875   | 1880   | 1885   | 1890   | 1895   | 1900   | 1905   | 1910   | 1919   | 1925   | 1933   | 1939   | 1946   | 1950   | 1952   | 1961   | 1970   |
| Einwohner | 225    | 272    | 273    | 259    | 268    | 270    | 257    | 233    | 245    | 259    | 248    | 254    | 263    | 269    | 263    | 245    | 256    | 241    | 227    | 283    | 271    | 267    | 217    | 230    |
| Häuser    | 40     | 45     |        |        |        |        | 41     |        |        | 43     | 42     |        | 46     |        |        |        | 43     |        |        |        | 42     |        | 43     |        |
| Quelle    | [ 16 ] | [ 17 ] | [ 18 ] | [ 18 ] | [ 19 ] | [ 20 ] | [ 21 ] | [ 22 ] | [ 23 ] | [ 24 ] | [ 25 ] | [ 18 ] | [ 26 ] | [ 18 ] | [ 27 ] | [ 18 ] | [ 28 ] | [ 18 ] | [ 18 ] | [ 18 ] | [ 29 ] | [ 18 ] | [ 11 ] | [ 30 ] |

Ort Mausdorf
| Jahr      | 001818 | 001840 | 001861 | 001871 | 001885 | 001900 | 001925 | 001950 | 001961 | 001970 | 001987 | 002014 |
| Einwohner | 167    | 186    | 163    | 162    | 163    | 186    | 165    | 179    | 146    | 153    | 194    | 216    |
| Häuser    | 27     | 31     |        |        | 29     | 30     | 29     | 28     | 29     |        | 41     |        |
| Quelle    | [ 16 ] | [ 17 ] | [ 19 ] | [ 21 ] | [ 24 ] | [ 26 ] | [ 28 ] | [ 29 ] | [ 11 ] | [ 30 ] | [ 31 ] | [ 1 ]  |

## Religion
Der Ort ist seit der Reformation evangelisch-lutherisch geprägt und bis heute nach St. Kilian (Hagenbüchach) gepfarrt. Die Einwohner römisch-katholischer Konfession waren ursprünglich nach St. Michael (Wilhermsdorf) gepfarrt, heute ist die Pfarrei St. Marien (Langenzenn) zuständig.